# Allan Hancock Foundation Publications : Occasional Papers
Allan Hancock Foundation Publications : Occasional Papers (abreviado Allan Hancock Found. Publ. Occas. Pap.) es una revista con ilustraciones y descripciones botánicas que fue editada en Los Ángeles. Se publicaron 29 números desde 1948 hasta 1965, fue reemplazada por Occasional Papers of the Allan Hancock Foundation.